# Weiherbach (Böhmerweiher)
Der Weiherbach ist ein 1,1 km langer Bach im westlichen Stadtgebiet von München. Er gehört zum Flusssystem der Isar.
Der Graben des Weiherbachs wird aus dem Speckbach gespeist, durchfließt einen der Böhmerweiher und mündet danach in den Weihergraben, kurz vor dessen Zufluss in den Gröbenbach.